# Municipio de Galena (Misuri)
El municipio de Galena (en inglés: Galena Township) es un municipio ubicado en el condado de Jasper en el estado estadounidense de Misuri. En el año 2010 tenía una población de 27239 habitantes y una densidad poblacional de 254,03 personas por km².

## Geografía
El municipio de Galena se encuentra ubicado en las coordenadas 37°6′38″N 94°33′32″O / 37.11056, -94.55889. Según la Oficina del Censo de los Estados Unidos, el municipio tiene una superficie total de 107.23 km², de la cual 107.1 km² corresponden a tierra firme y (0.12%) 0.13 km² es agua.

## Demografía
Según el censo de 2010, había 27239 personas residiendo en el municipio de Galena. La densidad de población era de 254,03 hab./km². De los 27239 habitantes, el municipio de Galena estaba compuesto por el 90.4% blancos, el 1.94% eran afroamericanos, el 1.92% eran amerindios, el 0.88% eran asiáticos, el 0.09% eran isleños del Pacífico, el 1.53% eran de otras razas y el 3.23% pertenecían a dos o más razas. Del total de la población el 4.15% eran hispanos o latinos de cualquier raza.